# Bujinkan
Bujinkan ("Dvorana Božanskog ratnika" ili "Mjesto gdje vježba Božanski ratnik") odnosno Bujinkan Dojo[kriva transliteracija] (武神館道場) organizacija je koja se bavi podučavanjem borilačkih vještina. Organizaciju je osnovao sôke Masaaki Hatsumi u čast svog učitelja sôke Toshitsugu Takamatsua. To je međunarodna organizacija, čije je sjedište u Japanu, u gradu Noda shi, provinciji Chiba ken. 

## Povijest
Sedamdesetih godina prošlog stoljeća Hatsumi Soke je po prvi puta prezentirao Bujinkan Dojo i jedini je počeo podučavati Ninjutsu i Ninpo Budo Taijutsu tehnike u svijetu. Do tada se o Ninjutsu malo znalo (čak i u Japanu). To je izazvalo veliku pažnju i golemi publicitet po cijelom svijetu. Nažalost nakon toga se ubrzo pojavljuju razni samozvani i lažni "majstori i učitelji" ove ratničke vještine. Hatsumi Soke se od tada strahovito bori da ovoj vještini staroj više od 1000 godina, osigura status koji ona istinski zaslužuje, a koji ide protiv pogrešnog mišljenja kojima pojedini filmovi i diletantski novinari prikazuju Ninje i Ninjutsu kao plaćenike i ubojice, a ne kao časne i istinske majstore ove ratničke vještine, koju su koristili ovu vještinu za svoju samoobranu i preživljavanje, te poboljšavanje sebe kao osobe i ratnika. Konačno Hatsumi Sokeu uspijeva, te u današnje vrijeme Ninjutsu i Bujinkan dobivaju status, gdje se počinje uviđati kvaliteta, istinska vrijednost i sveobuhvatnost ove vještine, te se dobivaju mnoga priznanja. Danas Hatsumi Soke podučava na redovitim treninzima u Budokanu Tokyo (veliki kompleks za vježbanje borilačkih vještina) te u Bujinkan Honbu Dojou (glavni Dojo) – Bujinden. Soke je od sredine osamdesetih godina prošlog stoljeća podučavao na TaiKai seminarima po cijelom svijetu, na kojima je prenosio svoje učenje i na kojima su prisustvovali učesnici iz cijelog svijeta, a sada samo u Japanu. Ratnička vještina Bujinkan Ninpo Budo taijutsu je prezentirana i podučava se u više od 40 zemalja. Tisuće učenika putuje svake godine u Japan, kako bi primili direktno učenje od Soke Hatsumia i njegovih Shihana. To podrazumjeva Shidoshie i Shihane (glavne učitelje) koji su odgovorni za širenje tradicije Ninja ratnika u svojim zemljama. Hatsumi Soke je odredio pravila i etiku za priključivanje Bujinkan Dojo-u, koju primjenjuju Shihani i Shidoshi u svojima zemljama.

## Obuka
Iako se svih devet škola podučava kao jedna objedinjena škola, svaka od njih ima svoju povijest i tradiciju, svoje tajne, svoje tehnike i taktike, svoja oružja i svoj način borbe i upotrebe tih oružja u borbi. Tradicionalni Ninja je morao savladati i biti savršen u 18 osnovnih kategorija ratničkih vještina nazvane Bugei Juhappan. U Bujinkan Dojou se i danas podučavaju neke od ovih ratničkih vještina:
1. Seishin Tekky Kyoyo – duhovno i umno usavršavanje
2. Taijutsu – vještina goloruke borbe koje uključuju tehnike i vještine Taihenjutsua, Dakentaijutsua, Koppojutsua i Koshijutsua).
3. Ken jutsu / Biken jutsu – vještina upotrebe Samurajske sablje - Daisho, Ninja To – Ninja mača, Tanto, Kodachi, i dr.
4. Bo jutsu – vještina upotrebe raznih vrsta štapova i motki
5. Shuriken jutsu – vještina bacanja oštrica
6. So jutsu – vještina upotrebe i borbene tehnike kopljem
7. Naginata jutsu – vještina upotrebe i borbene tehnike japanskom helebardom
8. Kusarigama – vještina upotrebe oružja s oštricama s lancem
9. Kayaku jutsu – vještina upotrebe vatrenog oružja i oruđa, vatre i eksploziva
10. Henso jutsu – vještina prerušavanja i oponašanja
11. Shinobi Iri – vještina tajnog kretanja, nevidljivosti i načina prodiranja i ulaženja
12. Ba jutsu – vještina jahanja i konjaništvo
13. Sui ren – vještina borbe u vodi: kretanja u vodi i ronjenje
14. Bo ryaku – strategija i taktika borbe u urbanim sredinama i otvorenim prostorima
15. Cho Ho – špijunaža
16. Inton jutsu – vještina sakrivanja, izbjegavanja i kamuflaže, upotreba Goton po
17. Chi Mon - geografija
18. Ten mon - meterologija

Tehnike i vještine u Ninpo Budo Taijutsu imaju i svoje podvještine, koje se podučavaju pod 9 škola Bujinkana. 

## Devet škola ratničkih vještina
U Bujinkan Dojou se podučava devet škola tradicionalnih ratničkih vještina. Šest od njih su stare Samurajske škole, koje su također učile, vježbale i koristile Ninje, dok su preostale tri škole isključivo Ninja škole. Svaka od tih škola nastala je na temelju stilova ratnika, koji su vještine razvijali u ratnim i borbenim situacijama kroz mnoga stoljeća, te ih prenosili s koljena na koljeno. Stoga je Hatsumi Soke još nazvao ovu vještinu i Ninpo Budo Taijutsu. Masaaki Hatsumi Sôke je nasljednik i poglavar tih devet škola koje su se kroz stoljeća prenosila s učitelja na učenika, a koje je na njega prenio njegov učitelj Toshitsugu takamatsu Soke. Danas je Masaaki Hatsumi Sôke objedinio sve te škole u jednu vještinu nazvavši je Bujinkan Ryu, a škole se zovu:
- Togakure-ryū Ninpō (戸隠流忍法)
- Gyokko-ryū Kosshijutsu (玉虎流骨指術)
- Kotō-ryū Koppōjutsu (虎倒流骨法術)
- Kuki Shinden-ryū Happō Bikenjutsu (九鬼神伝流八法秘剣術)
- Shinden Fudō-ryū Dakentaijutsu (神伝不動流打拳体術)
- Takagi Yōshin-ryū Jūtaijutsu (高木揚心流柔体術)
- Gikan-ryū Koppōjutsu (義鑑流骨法術)
- Gyokushin-ryū Ninpō (玉心流忍法)
- Kumogakure-ryū Ninpō (雲隠流忍法)

## Bujinkan Dojo u Hrvatskoj
Ninjutsu u Hrvatskoj vježba se od 1986. Škola ratničkih vještina Bujinkan Seishin Dojo - Croatia, osnovana je tek 1993. godine na zahtjev i uz patronat Soke Masaaki Hatsumija, a osnovao ju je Dean Rostohar. Ime školi u Hrvatskoj "Bujinkan Seishin Dojo" dodijelio je Hatsumi Soke, a ono prevedeno znači "Škola Božanskog ratnika iskrenog (istinskog) srca"! Učitelji i Instruktori škole obučavali su se u Japanu i širom Svijeta na mnogim treninzima i seminarima koje je održavao Hatsumi Sôke i drugi majstori visokih stupnjeva iz Japana i Svijeta. Bujinkan Seishin Dojo je osnovan kako bi se proučavale i podučavale tradicionalne ali i realne moderne tehnike Ninjutsu-a (Ninpo Budo taijutsua) iz devet tradicionalnih škola ratničkih vještina, po učenju Soke-a Masaaki Hatsumi-a. Učenje se provodi po programu koji je napravio Soke Hatsumi, TenChiJin Ryaku no Maki, te po temama koje svake godine izabere Soke. Podučavanje i vježbanje se izvodi na tradicionalni način kako su to nekada radili drevni Ninja ratnici, ali također i moderan način, kako to danas rade mnoge Specijalne postrojbe. Trening u školi je baziran na realnosti te efikasnosti kroz borbene tehnike. Škola okuplja veliki broj srednjoškolaca, studenata i ostalih mladih zaljubljenika u ovu ratničku vještinu, uključujući HV i Policiju. To je najveća Bujinkan škola u Svijetu i broji preko 100-tinjak odraslih članova, čime se i Hatsumi Soke vrlo ponosi. 
U Hrvatskoj su održani mnogi seminari i demonstracije Ninjutsua kako bi se javnost upoznala s ovom vještinom. Do sada je održano više od 130 seminara u Hrvatskoj, te više od 100 demonstracija u Hrvatskoj i inozemstvu a surađivali su i s časopisima za borilačke vještine "Sensei", "Samurai" i "Budo Internacional", japanski "Budo & Bujutsu" i dr. Danas Bujinkan Seishin Dojo - Croatia, zauzima značajno mjesto u borilačkim vještinama u Hrvatskoj, ali i u svijetu. Osim Zagreba gdje je Shibu (glavni Dojo) za Hrvatsku, otvoreni su Bujinkan Seishin Dojo-i u Pakracu, Vrbovcu i u Rijeci.
]